# Volksdeutsche
Volksdeutsche (plural Volksdeutschen) este un cuvânt german care însemna în perioada național-socialismului „persoană de etnie germană”. Termenul a fost folosit în primele decade ale secolului XX (între anii 1937-1945) pentru a se referi la persoanele de etnie germană care au trăit în afara Vechiului Reich German de până la anul 1937. Volksdeutsch indica deci etnicii germani în afara granițelor Germaniei si Austriei, și care nu posedau cetățenie germană, în timp ce cuvântul Reichsdeutsch indica etnicii germani de naționalitate și cetățenie germană (până în 1938 - și austriacă).